# 8892 Kakogawa
8892 Kakogawa eller 1994 RC11 är en asteroid i huvudbältet som upptäcktes den 11 september 1994 av de båda japanska astronomerna Matsuo Sugano och Kōyō Kawanishi vid Minami-Oda-observatoriet. Den är uppkallad efter den japanska staden Kakogawa.
Asteroiden har en diameter på ungefär 13 kilometer och den tillhör asteroidgruppen Themis.